# كيث هاغ
كيث هاغ (بالإنجليزية: Keith Hague)‏ هو لاعب كرة قدم بريطاني، ولد في 25 مايو 1946 في كينغستون أبون هال في المملكة المتحدة. لعب مع نادي يورك سيتي.